# Lisa Otto
Lisa Otto (* 14. November 1919 in Dresden; † 18. September 2013 in Berlin) war eine deutsche Opernsängerin (Sopran). Sie war in ihrer aktiven Zeit eine der bekanntesten Soubretten.

## Leben
Lisa Otto war die Tochter des Konzertsängers Karl Otto. Sie studierte Klavier und Gesang am Dresdner Konservatorium und gab 1941 ihr Bühnendebüt im Rosenkavalier am Oberschlesischen Landestheater in Beuthen, Oberschlesien.
Von 1945 bis 1946 trat sie an der Nürnberger Oper auf, dann an der Semperoper in Dresden von 1946 bis 1951. 1952 schloss sie sich der Städtischen Oper Berlin an, wo sie Ehrenmitglied ist und trat auch außerhalb Deutschlands auf, unter anderem bei den Salzburger Festspielen und an der Mailänder Scala.
Sie war bekannt für ihre Rollen in den Opern von Wolfgang Amadeus Mozart, aber auch in Carl Maria von Webers Der Freischütz, Ludwig van Beethovens Fidelio oder Richard Strauss’ Werken Ariadne auf Naxos und Elektra. Ihre letzte Rolle an der Deutschen Oper Berlin war 1985 die Witwe Browe in Albert Lortzings Zar und Zimmermann.
Die Grabstätte von Lisa Otto befindet sich auf dem Friedhof Heiligensee in Berlin-Reinickendorf.